# 朴英規
朴英規（：／，？—？），後三國時代人物。初為後百濟將領，後為高麗王朝官員。本貫昇州。
朴英規是新羅景明王的後裔，為江南大君朴彦智之子，娶後百濟開國之君甄萱之女，被甄萱任命為將軍。935年，王子甄神劍篡位，甄萱逃往高麗。朴英規私下對妻子說：「大王勤勞四十餘年，功業垂成，一旦以家人之禍，失地投於高麗。夫貞女不事二夫、忠臣不事二主，若舍吾君以事賊子，則何顔以見天下之義士乎？聞高麗王公，仁厚勤儉，以得民心，殆天啓也，必爲三韓之主。致書以安慰我王，兼致慇懃於王公，以圖將來之福乎？」獲得其妻的贊同。
936年（高麗太祖十九年），朴英規遣人送款於高麗，表示自己願意舉兵為內應。高麗太祖大喜，厚賜之，令其使者回報他說：「若蒙君惠，道路無梗，則先謁將軍。升堂拜夫人兄事而　尊之，必終有以厚報之。天地鬼神，悉聞此言。」太祖滅亡後百濟後，對英規說：「自萱失國遠來，其臣子無一人慰籍者。獨卿夫婦千里嗣音，以致誠意，兼歸款於寡人，義不可忘。」於是授予他佐丞的官職，以驛馬三十五匹迎致家人，其二子也被授予官職。英規後官至三重大匡。

## 影視形象
- 《太祖王建》(KBS, 2000年~2002年, 演員:임혁주)
- 《帝國的早晨》(KBS, 2002年~2003年, 演員:김상순)
- 《月之戀人－步步驚心：麗》(SBS, 2016年~2016年, 演員:최병모)